# Плодоїд смугастий
Плодоїд смугастий (Pipreola arcuata) — вид горобцеподібних птахів родини котингових (Cotingidae). Мешкає в Андах.

## Опис

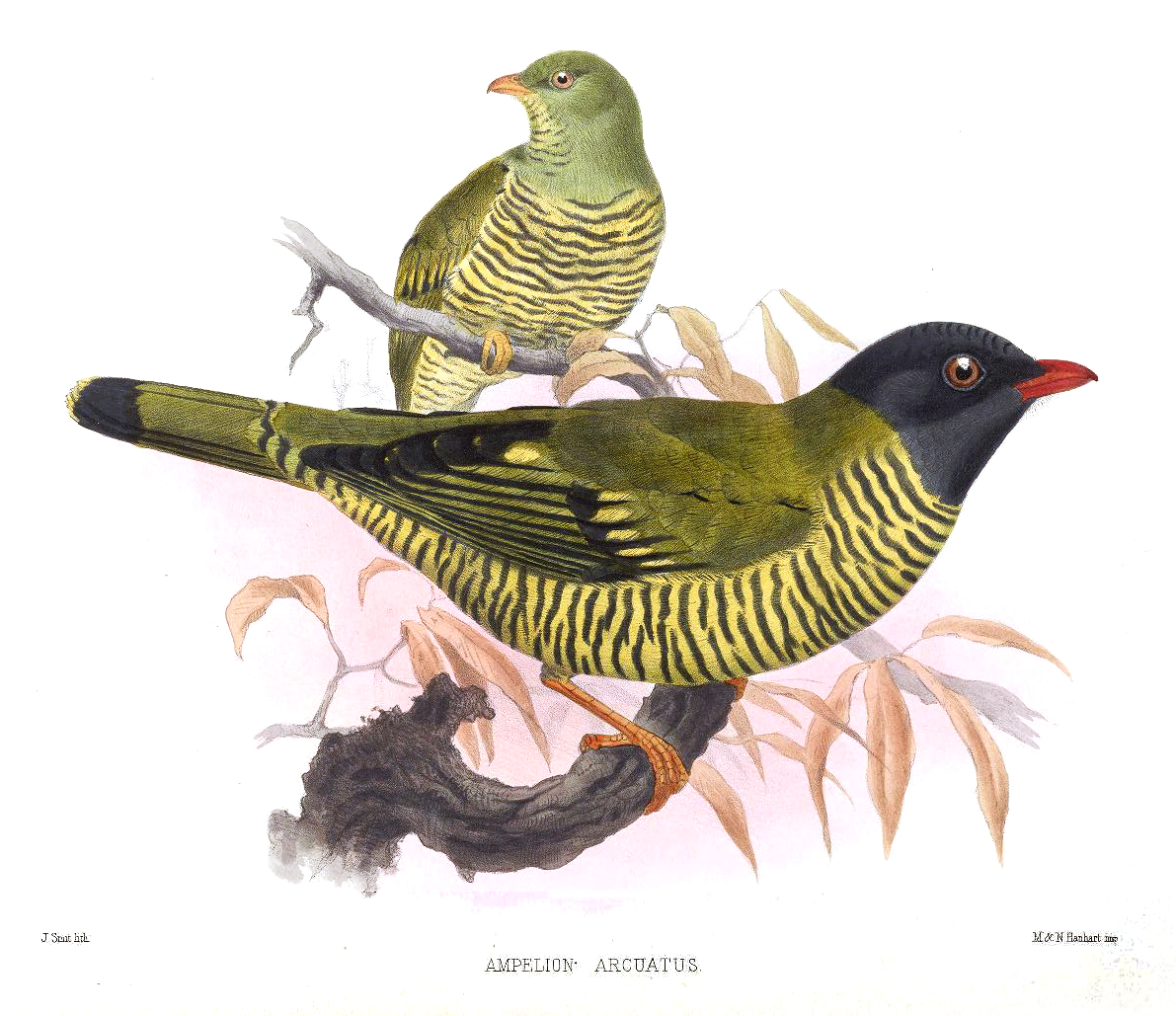
Смугасті плодоїди

Довжина птаха становить 23 см. У самців голова і горло чорні, блискучі, верхня частина тіла зеленкувато-коричнева. Кінчик хвоста чорний, на крилах великі зеленуваті плями. Нижня частина тіла блідо-жовта, поцяткована тонкими чорними смугами. У самиць голова, горло і верхня частина тіла повністю зеленувато-коричневі, нижня частина тіла така ж, як у самців. У птахів на півночі ареалу оранжево-червоні райдужки, на півдні ареалу — блідо-сірі або оливкові. Дзьоб і лапи оранжево-червоні.

## Підвиди
Виділяють два підвиди:
- P. a. arcuata (Lafresnaye, 1843) — гори Сьєрра-де-Періха на кордоні Колумбії і Венесуелі, Анди на заході Венесуели (Кордильєра-де-Мерида), в Колумбії, Еквадорі і Перу (на південь до Паско);
- P. a. viridicauda Meyer de Schauensee, 1953 — Анди в Перу (на південь від Хуніна) і Болівії (Ла-Пас, Кочабамба).

## Поширення і екологія
Смугасті плодоїди мешкають у Венесуелі, Колумбії, Еквадорі, Перу і Болівії. Вони живуть в нижньому і середньому ярусах вологих гірських тропічних лісів. Зустрічаються поодинці або парами, на висоті від 1200 до 3350 м над рівнем моря, переважно на висоті понад 2250 м над рівнем моря. Живляться плодами.